# Posgrado en México
El posgrado en México es máximo nivel de estudios que ofrece una Universidad, Institución de Educación Superior (IES) o Centro de Investigación.

## Historia del posgrado
La primera institución en ofrecer posgrados en México fue la Universidad Nacional Autónoma de México (UNAM) en el periodo de 1920-1930. Sin embargo, el mayor desarrollo de posgrados en el país fue en la década de los setenta, aunque la distribución de la oferta educativa (la mayor parte se concentraba en Estado de México y Ciudad de México) fue durante los noventa y la exigencia de la calidad a partir del 2000.
El organismo evaluador nacional de posgrado es el Consejo Nacional de Ciencia y Tecnología (CONACyT), que se funda en 1970. En el 2002 por medio de su Programa Nacional de Posgrados de Calidad (PNPC), reconoce los posgrados de calidad en algunos de los siguientes niveles: 1) Nueva creación, 2) En desarrollo, 3) Consolidado, y 4) Competencia Internacional.
Los posgrados son reconocidos por la Asociación Nacional de Universidades e Instituciones de Educación Superior (ANUIES) y el Consejo Mexicano de Posgrados (COMEPO), A nivel internacional los posgrados de México han sido reconocidos por la Asociación Universitaria Iberoamericana de Postgrado (AUIP).

## Modalidades del posgrado
Las modalidades del posgrado son cuatro.

### Presenciales
Es donde los estudiantes asisten de forma presencial a un espacio formativo.

### No presenciales, A distancia o En línea
Los estudiantes llevan a cabo el aprendizaje, en Entornos Virtuales de Aprendizaje (EVA).

### Mixtos o Combinados
Los estudiantes combinan sus clases de forma presencial o en EVA. El porcentaje de clases presencial o virtuales varía en cada institución.

### Ejecutivos
Tuvieron su auge en las Universidades y/o Instituciones de Educación Superior, consisten en ofrecer maestrías o doctorados de forma presencial en fines de semana (viernes y sábados). 

## Orientaciones del posgrado
Las orientaciones del posgrado varía según la Universidad o Institución de Educación Superior.

### Posgrados profesionalizantes
Los posgrados profesionalizantes "[...] tienen la finalidad de actualizar y/o especializar a los profesionales en ejercicio o estudiantes hacia la aplicación directa en un área del conocimiento frente a nuevos retos o evolución del sector de incidencia".

### Posgrados a la investigación
Los posgrados a la investigación proporcionan "[...] al estudiante una formación amplia y sólida en un campo de conocimiento con una alta capacidad crítica y creativa, a través de investigaciones originales".

### Posgrados con la industria
Los posgrados con la industria forman "[...] profesionales de alto nivel capaces de identificar, definir y resolver problemas, así como generar oportunidades de innovación en un vasto espectro de áreas y aplicaciones" 

### Posgrados interinstitucionales
Son posgrados que comparten dos o más Universidades o IES el mismo plan de estudios, en el área del conocimiento y Líneas de Investigación

## Niveles del posgrado

### Maestría
Son estudios después de licenciatura o ingeniería, su duración es de 2 a 2.5 años.

### Doctorado
Existen dos modalidades.

#### Doctorado directo
Parte de licenciatura y tiene una duración de 5 años.

#### Doctorado tradicional
Parte de la maestría y tiene una duración de 3 a 4 años.

### Posdoctorado
Parte del doctorado y por lo regular se realiza a manera de estancia, puede durar entre 1 y 2 años. Se recomienda que se haga en otra institución distinta a donde obtuvo su doctorado.

### Especialidades médicas
Son posgrados para especializados para médicos, su duración puede variar según el campo de estudio que realice. En promedio la duración es de 3 a 4 años su duración.

### Subespecialidades médicas
Parten de la especialidad médica y su duración va de 1 a 2 años.

### Altas especialidades médicas
Parten de la subespecialidad médica y su duración es de 1 año.

## Retos del posgrado
Los retos del posgrado pueden ser entendidos a nivel nacional, por región y por tipo de institución.

### A nivel nacional
El posgrado actual a nivel país se enfrenta a las siguientes problemáticas: a) Inserción laboral de los egresados, b) Diversificación de la oferta educativa, c) Innovación educativa y de investigación, d) Internacionalización, e) Inter, Multi y Transdisciplinariedad, y f) Vinculación con los diversos sectores de la sociedad.

### A nivel regional
El posgrado a nivel regional tiene el reto de: 1) Diversificación de la oferta educativa, 2) Integración de las Tecnologías de Información y Comunicación al proceso de enseñanza, 3) impacto social de las investigaciones, y 4) Divulgación de sus investigaciones.

### Por tipo de institución

#### Universidades o IES privadas
Su reto es el impacto social, la divulgación de sus investigaciones ante la sociedad y reconocimiento de sus posgrados por organismos evaluadores nacionales o internacionales.

#### Centros de investigación
El principal reto al que se enfrentan al recorte de presupuesto que depende de forma directa de la Federación, la generación de patentes y la divulgación de sus investigaciones para el población en general.

#### Universidades o IES públicas
Se enfrentan al recorte de presupuesto que depende de forma directa de la Federación, la generación de patentes, la divulgación de sus investigaciones ante la sociedad, la transición generacional, la multidisciplinariedad, la innovación en sus métodos de enseñanza y la integración de las TIC como potencializadores del proceso de enseñanza.